# Patrick Burner
Patrick Burner (ur. 11 kwietnia 1996 w Fort-de-France) – martynicki piłkarz grający na pozycji obrońcy w klubie Nîmes Olympique oraz reprezentacji Martyniki. W swojej karierze grał również w OGC Nice. W kadrze narodowej zadebiutował 11 lipca 2021 w meczu z Kanadą na Złotym Pucharze CONCACAF 2021. Został powołany również na Złoty Puchar CONCACAF 2023, gdzie zdobył 3 gole.